# Liste von Terroranschlägen in Mosambik
Die Liste von Terroranschlägen in Mosambik beinhaltet eine Übersicht über in Mosambik geschehene Terroranschläge.

## Erläuterung
In der Spalte Politische Ausrichtung ist die politische bzw. weltanschauliche Einordnung der Täter angegeben: faschistisch, rassistisch, nationalistisch, nationalsozialistisch, sozialistisch, kommunistisch, antiimperialistisch, islamistisch (schiitisch, sunnitisch, deobandisch, salafistisch, wahhabitisch), hinduistisch. Bei vorrangig auf staatliche Unabhängigkeit oder Autonomie zielender Ausrichtung ist autonomistisch vorangestellt, gefolgt von der Region oder der Volksgruppe und ggf. weiteren Merkmalen der Täter: armenisch, irisch (katholisch), kurdisch, tirolisch, tschetschenisch, dagestanisch, punjabisch (sikhistisch), palästinensisch.
Die Opferzahlen der Anschläge werden farbig dargestellt:

Die Zahl bei den Anschlägen getöteter/verletzter Täter ist in Klammern ( ) gesetzt.

## 1984
| Datum/Beginn   | Ort    | Artikel/Quelle(n) | Täter | Politische Ausrichtung | Mittel                      | Ziel         | Tote | Verletzte | Hintergrund                  |
| -------------- | ------ | ----------------- | ----- | ---------------------- | --------------------------- | ------------ | ---- | --------- | ---------------------------- |
| 09. April 1984 | Maputo | [ 1 ]             |       |                        | Landmine                    | Passagierzug | 1    | 31        | Mosambikanischer Bürgerkrieg |
| 21. April 1984 | Tete   | [ 2 ]             |       |                        | Schusswaffen, Brandstiftung | Lastwagen    | 37   | 19        | Mosambikanischer Bürgerkrieg |

## 1985
| Datum/Beginn       | Ort    | Artikel/Quelle(n) | Täter             | Politische Ausrichtung | Mittel                     | Ziel                          | Tote | Verletzte | Hintergrund                  |
| ------------------ | ------ | ----------------- | ----------------- | ---------------------- | -------------------------- | ----------------------------- | ---- | --------- | ---------------------------- |
| 25. September 1985 | Maputo | [ 3 ] [ 4 ]       | Rechtsextremisten | rechtsextremistisch    | Brandstiftung, Sprengstoff | Militärarsenal, Infrastruktur | 8    | 136       | Mosambikanischer Bürgerkrieg |

## 1986
| Datum/Beginn    | Ort         | Artikel/Quelle(n) | Täter                            | Politische Ausrichtung       | Mittel | Ziel           | Tote     | Verletzte | Hintergrund                  |
| --------------- | ----------- | ----------------- | -------------------------------- | ---------------------------- | ------ | -------------- | -------- | --------- | ---------------------------- |
| 13. Januar 1986 | Sofala      | [ 5 ]             | Resistência Nacional Moçambicana | nationalistisch, konservativ |        | Dorf           | 235 (+5) | 19        | Mosambikanischer Bürgerkrieg |
| 01. Juli 1986   | nahe Maputo | [ 6 ]             | Resistência Nacional Moçambicana | nationalistisch, konservativ |        | Versorgungszug | 227      | 0         | Mosambikanischer Bürgerkrieg |

## 1987
| Datum/Beginn      | Ort       | Artikel/Quelle(n) | Täter                            | Politische Ausrichtung       | Mittel                      | Ziel             | Tote | Verletzte | Hintergrund                  |
| ----------------- | --------- | ----------------- | -------------------------------- | ---------------------------- | --------------------------- | ---------------- | ---- | --------- | ---------------------------- |
| 18. Juli 1987     | Inhambane | [ 7 ]             | Resistência Nacional Moçambicana | nationalistisch, konservativ | Automatische Schusswaffe(n) | Dorf             | 388  | 70        | Mosambikanischer Bürgerkrieg |
| 28. November 1987 | Maputo    | [ 8 ]             | Resistência Nacional Moçambicana | nationalistisch, konservativ | Automatische Schusswaffe(n) | Regierungskonvoi | 63   | 78        | Mosambikanischer Bürgerkrieg |

## 1988
| Datum/Beginn      | Ort         | Artikel/Quelle(n) | Täter                            | Politische Ausrichtung       | Mittel                                   | Ziel           | Tote | Verletzte | Hintergrund                  |
| ----------------- | ----------- | ----------------- | -------------------------------- | ---------------------------- | ---------------------------------------- | -------------- | ---- | --------- | ---------------------------- |
| 01. Januar 1988   | nahe Maputo | [ 9 ]             | Resistência Nacional Moçambicana | nationalistisch, konservativ | Automatische Schusswaffe(n), Sprengstoff | Zug            | 22   | 71        | Mosambikanischer Bürgerkrieg |
| 19. Februar 1988  | Zambezia    | [ 10 ]            | Resistência Nacional Moçambicana | nationalistisch, konservativ | Automatische Schusswaffe(n)              | Militäreinheit | 35   | 0         | Mosambikanischer Bürgerkrieg |
| 08. März 1988     | Maputo      | [ 11 ]            |                                  |                              | Automatische Schusswaffe(n), Landmine    | Zug            | 11   | 29        | Mosambikanischer Bürgerkrieg |
| 01. November 1988 | nahe Maputo | [ 12 ]            | Resistência Nacional Moçambicana | nationalistisch, konservativ | Automatische Schusswaffe(n)              | Zug            | 8    | 38        | Mosambikanischer Bürgerkrieg |
| 09. Dezember 1988 | Sofala      | [ 13 ]            | Resistência Nacional Moçambicana | nationalistisch, konservativ | Landmine                                 | Fahrzeug       | 21   | 10        | Mosambikanischer Bürgerkrieg |

## 1989
| Datum/Beginn       | Ort         | Artikel/Quelle(n) | Täter                            | Politische Ausrichtung       | Mittel                              | Ziel              | Tote | Verletzte | Hintergrund                  |
| ------------------ | ----------- | ----------------- | -------------------------------- | ---------------------------- | ----------------------------------- | ----------------- | ---- | --------- | ---------------------------- |
| 17. Februar 1989   | Maputo      | [ 14 ]            | Resistência Nacional Moçambicana | nationalistisch, konservativ | Automatische Schusswaffe(n)         | Zug               | 7    | 41        | Mosambikanischer Bürgerkrieg |
| 30. April 1989     | Gaza        | [ 15 ]            | Resistência Nacional Moçambicana | nationalistisch, konservativ | Automatische Schusswaffe(n)         | Dorf              | 9    | 26        | Mosambikanischer Bürgerkrieg |
| 17. Mai 1989       | nahe Maputo | [ 16 ]            | Resistência Nacional Moçambicana | nationalistisch, konservativ | Sprengstoff                         | Militäreinheit    | 48   | 0         | Mosambikanischer Bürgerkrieg |
| 17. Mai 1989       | nahe Maputo | [ 17 ]            | Resistência Nacional Moçambicana | nationalistisch, konservativ | Sprengstoff                         | Bahnlinie         | 48   | 0         | Mosambikanischer Bürgerkrieg |
| 19. Mai 1989       | Tete        | [ 18 ]            | Resistência Nacional Moçambicana | nationalistisch, konservativ | Automatische Schusswaffe(n)         | Dorf              | 21   | 0         | Mosambikanischer Bürgerkrieg |
| 19. Mai 1989       | Zambezia    | [ 19 ]            | Resistência Nacional Moçambicana | nationalistisch, konservativ | Automatische Schusswaffe(n)         | Dorf              | 25   | 0         | Mosambikanischer Bürgerkrieg |
| 19. Juni 1989      | Tete        | [ 20 ]            | Resistência Nacional Moçambicana | nationalistisch, konservativ | Automatische Schusswaffe(n)         | Militäreinheit    | 24   | 0         | Mosambikanischer Bürgerkrieg |
| 18. Juli 1989      | Tete        | [ 21 ]            | Resistência Nacional Moçambicana | nationalistisch, konservativ | Automatische Schusswaffe(n)         | Dorf              | 82   | 100       | Mosambikanischer Bürgerkrieg |
| 27. Juli 1989      | Tete        | [ 22 ]            | Resistência Nacional Moçambicana | nationalistisch, konservativ | Automatische Schusswaffe(n)         | Dorf              | 32   | 12        | Mosambikanischer Bürgerkrieg |
| 07. August 1989    | Gaza        | [ 23 ]            | Resistência Nacional Moçambicana | nationalistisch, konservativ | Automatische Schusswaffe(n), Messer | Dorf              | 54   | 17        | Mosambikanischer Bürgerkrieg |
| 22. August 1989    | Tete        | [ 24 ]            | Resistência Nacional Moçambicana | nationalistisch, konservativ | Automatische Schusswaffe(n)         | Militärkaserne(n) | 29   | 0         | Mosambikanischer Bürgerkrieg |
| 01. September 1989 | Gaza        | [ 25 ]            | Resistência Nacional Moçambicana | nationalistisch, konservativ | Automatische Schusswaffe(n)         | Dorf              | 20   | 0         | Mosambikanischer Bürgerkrieg |
| 10. Oktober 1989   | Gaza        | [ 26 ]            | Resistência Nacional Moçambicana | nationalistisch, konservativ | Brandstiftung                       | Bus               | 35   | 0         | Mosambikanischer Bürgerkrieg |
| 31. Oktober 1989   | Gaza        | [ 27 ]            |                                  |                              | Messer, Pistole(n)                  | Fahrzeug          | 20   | 11        | Mosambikanischer Bürgerkrieg |
| 09. November 1989  | Maputo      | [ 28 ]            | Resistência Nacional Moçambicana | nationalistisch, konservativ | Automatische Schusswaffe(n)         | Fahrzeug          | 9    | 21        | Mosambikanischer Bürgerkrieg |

## 1990
| Datum/Beginn     | Ort    | Artikel/Quelle(n) | Täter                            | Politische Ausrichtung       | Mittel                      | Ziel | Tote | Verletzte | Hintergrund                  |
| ---------------- | ------ | ----------------- | -------------------------------- | ---------------------------- | --------------------------- | ---- | ---- | --------- | ---------------------------- |
| 14. Februar 1990 | Maputo | [ 29 ]            | Resistência Nacional Moçambicana | nationalistisch, konservativ | Automatische Schusswaffe(n) | Zug  | 55   | 0         | Mosambikanischer Bürgerkrieg |
| 12. Mai 1990     | Maputo | [ 30 ]            | Resistência Nacional Moçambicana | nationalistisch, konservativ | Automatische Schusswaffe(n) | Zug  | 18   | 53        | Mosambikanischer Bürgerkrieg |

## 1991
| Datum/Beginn      | Ort    | Artikel/Quelle(n) | Täter                            | Politische Ausrichtung       | Mittel                                 | Ziel                 | Tote | Verletzte | Hintergrund                  |
| ----------------- | ------ | ----------------- | -------------------------------- | ---------------------------- | -------------------------------------- | -------------------- | ---- | --------- | ---------------------------- |
| 08. Februar 1991  | Tete   | [ 31 ]            | Resistência Nacional Moçambicana | nationalistisch, konservativ | Automatische Schusswaffe(n), Rakete(n) | Nahrungsmittelkonvoi | 45   | 0         | Mosambikanischer Bürgerkrieg |
| 10. März 1991     | Gaza   | [ 32 ]            | Resistência Nacional Moçambicana | nationalistisch, konservativ | Automatische Schusswaffe(n)            | Nahrungsmittelkonvoi | 25   | 19        | Mosambikanischer Bürgerkrieg |
| 10. Mai 1991      | Maputo | [ 33 ]            | Resistência Nacional Moçambicana | nationalistisch, konservativ | Automatische Schusswaffe(n)            | Fahrzeugkonvoi       | 14   | 32        | Mosambikanischer Bürgerkrieg |
| 18. August 1991   | Gaza   | [ 34 ]            | Resistência Nacional Moçambicana | nationalistisch, konservativ | Automatische Schusswaffe(n)            | Zivilisten           | 25   | 0         | Mosambikanischer Bürgerkrieg |
| 29. August 1991   | Maputo | [ 35 ]            | Resistência Nacional Moçambicana | nationalistisch, konservativ | Automatische Schusswaffe(n)            | Dorf                 | 18   | 30        | Mosambikanischer Bürgerkrieg |
| 01. Dezember 1991 | Gaza   | [ 36 ]            | Resistência Nacional Moçambicana | nationalistisch, konservativ | Axt/Äxte, Machete(n)                   | Dorf                 | 25   | 11        | Mosambikanischer Bürgerkrieg |
| 17. Dezember 1991 | Gaza   | [ 37 ]            | Resistência Nacional Moçambicana | nationalistisch, konservativ | Automatische Schusswaffe(n)            | Dorf                 | 25   | 0         | Mosambikanischer Bürgerkrieg |

## 1992
| Datum/Beginn   | Ort         | Artikel/Quelle(n) | Täter                            | Politische Ausrichtung       | Mittel                      | Ziel              | Tote | Verletzte | Hintergrund                  |
| -------------- | ----------- | ----------------- | -------------------------------- | ---------------------------- | --------------------------- | ----------------- | ---- | --------- | ---------------------------- |
| 16. März 1992  | nahe Maputo | [ 38 ]            | Resistência Nacional Moçambicana | nationalistisch, konservativ | Automatische Schusswaffe(n) | Dörfer            | 34   | 0         | Mosambikanischer Bürgerkrieg |
| 03. April 1992 | Sofala      | [ 39 ]            | FRELIMO                          |                              | Automatische Schusswaffe(n) | Militärstützpunkt | 35   | 27        | Mosambikanischer Bürgerkrieg |

## 2019
| Datum/Beginn     | Ort          | Artikel/Quelle(n) | Täter | Politische Ausrichtung     | Mittel                                 | Ziel                                     | Tote | Verletzte | Hintergrund              |
| ---------------- | ------------ | ----------------- | ----- | -------------------------- | -------------------------------------- | ---------------------------------------- | ---- | --------- | ------------------------ |
| 27. Oktober 2019 | Cabo Delgado | [ 40 ]            | IS    | salafistisch, wahhabitisch | Schuss- und Stichwaffen, Brandstiftung | Mosambikanische Soldaten, Wagner-Söldner | 25   | 0         | Aufstand in Cabo Delgado |

## 2020
| Datum/Beginn      | Ort          | Artikel/Quelle(n)    | Täter          | Politische Ausrichtung                | Mittel                                             | Ziel               | Tote | Verletzte | Hintergrund              |
| ----------------- | ------------ | -------------------- | -------------- | ------------------------------------- | -------------------------------------------------- | ------------------ | ---- | --------- | ------------------------ |
| 07. April 2020    | Cabo Delgado | [ 41 ] [ 42 ]        | IS             | salafistisch, wahhabitisch            | Schusswaffen, Exekution                            | Dorf               | 52   | 0         | Aufstand in Cabo Delgado |
| 02. November 2020 | Cabo Delgado | [ 43 ]               | IS             | salafistisch, wahhabitisch            | Macheten                                           | Zivilisten         | 20   | 0         | Aufstand in Cabo Delgado |
| 06. November 2020 | Cabo Delgado | [ 44 ] [ 45 ] [ 46 ] | Ansar al-Sunna | sunnitisch-islamistisch, salafistisch | Schuss- und Stichwaffen, Entführung, Brandstiftung | Dörfer, Zivilisten | 55   |           | Aufstand in Cabo Delgado |
| 29. November 2020 | Cabo Delgado | [ 47 ]               | Ansar al-Sunna | sunnitisch-islamistisch, salafistisch | Schusswaffen                                       | Soldaten           | 25   | 15        | Aufstand in Cabo Delgado |

## 2021
| Datum/Beginn  | Ort          | Artikel/Quelle(n) | Täter      | Politische Ausrichtung | Mittel | Ziel                                                           | Tote | Verletzte | Hintergrund              |
| ------------- | ------------ | ----------------- | ---------- | ---------------------- | ------ | -------------------------------------------------------------- | ---- | --------- | ------------------------ |
| 24. März 2021 | Cabo Delgado | [ 48 ]            | Islamisten | islamistisch           |        | Polizeistationen, Kontrollpunkte, Konvoi, Zivilisten, Soldaten | 21+  |           | Aufstand in Cabo Delgado |